# 尚薰
尚薰（1503年—？），字德馨，陝西西安府乾州武功縣人，軍籍，明朝政治人物。

## 生平
嘉靖十三年（1534年）与弟尚芳同登甲午科陝西鄉試第五十五名舉人。嘉靖二十三年（1544年）中式甲辰科會試第一百二名，登第三甲第十七名進士。授山西襄陵县知县，历官南京工部都水司主事，升北工部员外郎，曾奉命往雲南鑄錢。後卒于家。

## 家族
曾祖尚忠；祖父尚廉；父尚達，巡檢。前母党氏；母賈氏。慈侍下。兄尚蘭，文思院副使；尚萬；尚雲。弟尚芳，甲午贡士；廷臣；廷錫：廷相。